# Kraftisried
Kraftisried település Németországban, azon belül Bajorországban. Lakosainak száma 935 fő (2023. december 31.).

## Népesség
A település népessége az elmúlt években az alábbi módon változott:
| Lakosok száma | 504  | 856  | 669  | 722  | 710  | 736  | 781  | 796  | 908  | 935  |
|               | 1875 | 1950 | 1975 | 1987 | 2012 | 2014 | 2016 | 2017 | 2021 | 2023 |